# Viorica Viscopoleanu
Viorica Viscopoleanu, född 8 augusti 1939, är en före detta rumänsk friidrottare.
Viscopoleanu blev olympisk mästare i längdhopp vid olympiska sommarspelen 1968 i Mexico City.